# Maxim Martin
Pour les articles homonymes, voir Martin.
Maxim Martin est un humoriste québécois né le 23 septembre 1969 à Montréal.

## Carrière
Maxim Martin a commencé sa carrière dans la région de Winnipeg (Manitoba, Canada). Alors qu'il travaille dans un bar, il remplace un comique au pied levé. Après un passage à l'École nationale de l'humour, il intègre l'équipe de Juste pour rire. Depuis les 25 dernières années, il a parcouru le Québec avec 5 one man show et a participé à plusieurs galas au ComediHa! Fest-Québec ainsi qu’au Festival Juste pour rire. Il a été chroniqueur à l’émission Les Gingras Gonzalez puis à CNM sur les ondes du réseau TQS. Dans les années 1990, il fut chroniqueur à l’émission du matin de CKMF. Dans les années 2000, il a été collaborateur régulier sur différentes émissions du midi de la station CKOI. Il a ensuite fait un retour comme animateur radio sur les ondes de la station rivale CKMF de 2015 à 2022.
De 2011 à 2014, il fut l’animateur de l’émission Junior et Majeur sur les ondes de TVA Sports.
De 2014 à 2018, il anima l’émission Direct dans l’net sur les ondes de Ztélé.
De 2017 à 2021, il fut l’acteur principal et l’auteur de la série Max Et Livia sur les ondes de Vrak.
En France, il est apparu notamment aux émissions de Laurent Ruquier : On a tout essayé sur France 2 et On va s'gêner sur Europe 1.
Maxim Martin est également le porte-parole de la Fondation CRDM depuis 2011 (Fondation du Centre de réadaptation en dépendance de Montréal)
En 2025, il présente, à travers le Québec, son sixième one-man-show qui se nomme Bon chien. Depuis son diagnostic de TDAH en 2020, Maxim Martin est accompagné d’un chien d’assistance, Aura, pour l’aider à maîtriser son anxiété et les autres défis qu’apportent ce trouble, d'où le nom de son one-man-show.

## Comme acteur
- 1999 : Juliette Pomerleau (série télévisée) : Camionneur
- 1999 : KM/H (série télévisée) : Buzz
- 2000 : Les Gingras-Gonzalez : Guy Gingras
- 2003 : Caméra café (série télévisée) : Le réinséré
- 2012 : Manigances :  Jonathan Brière
- 2013 : Manigances: Notice Rouge : Jonathan Brière
- 2015 : Les Pêcheurs : Maxim
- 2017 : Max et Livia: Max